# Llau del Goteller
La llau del Goteller és una llau de l'antic terme d'Hortoneda de la Conca, actualment integrant del municipi de Conca de Dalt, al Pallars Jussà.
Es forma a 1.260 m. alt., a la Font del Goteller, al vessant septentrional de la Serra de Pessonada, al nord del Roquissot i al sud-est de la Portella. Des d'allí baixa cap al nord, decantant-se progressivament cap a l'oest, fins que es transforma en la llau dels Carants, que després esdevé el barranc de Santa.